# Vụ chìm đò sông Gianh 2009
Vụ chìm đò sông Gianh xảy ra vào ngày 25 tháng 1 năm 2009 trên sông Gianh gần làng Quảng Hải, huyện Quảng Trạch, tỉnh Quảng Bình, Việt Nam. Một chiếc đò gỗ bị chìm cách bờ 20 mét do dòng chảy mạnh trong điều kiện gió. Được biết, trên đò có hơn 80 người nhưng cả thuyền chỉ chở được tối đa 20 người. Vụ tai nạn khiến 42 người chết và 5 người mất tích. Thủ tướng Chính phủ Việt Nam liền gửi lời chia buồn tới gia đình các nạn nhân. Chính quyền tỉnh Quảng Bình đã quyết định hủy bỏ việc bắn pháo hoa dự kiến diễn ra vào nửa đêm cùng ngày, vào đêm giao thừa, ngày Tết Nguyên Đán ở Việt Nam.

## Diễn biến
Ngày 25 tháng 1 năm 2009, khoảng 40 người chết đuối khi một chiếc đò quá tải bị chìm trên sông Gianh vào sáng sớm. Theo những người chứng kiến kể lại rằng chiếc đò nhỏ chở khoảng 80 người dù cho nó chỉ chở được 20 người. Hầu hết nạn nhân là phụ nữ và trẻ em, trong đó có 3 phụ nữ đang mang thai. Ít nhất 36 hành khách sống sót, một số bơi vào bờ và những người khác được giải cứu nhưng có vài người vẫn mất tích. Theo Bí thư Tỉnh ủy Quảng Bình Lương Ngọc Bính "Sóng trên sông to, gió lớn và lạnh nên rất khó có người nào sống sót nổi". Đò khá đông đúc vì mọi người đang cố băng qua sông để đến chợ sắm sửa đồ đạc cho kịp ăn cái Tết Nguyên Đán.
Thảm kịch xảy ra vào đêm trước Tết Nguyên Đán, lễ hội lớn nhất hàng năm ở Việt Nam. Tết cũng là dịp để các gia đình đoàn tụ ăn mừng và cầu mong may mắn trong năm tới. Theo lời Phan Lâm Phương, Chủ tịch UBND tỉnh Quảng Bình thì "Đó là một bi kịch cho cả tỉnh, lẽ ra đây phải là lúc ăn Tết Nguyên Đán mới phải". Chính quyền tỉnh quyết định hủy bắn pháo hoa Tết Nguyên đán. Đây là một trong những vụ tai nạn tàu thuyền tồi tệ nhất ở tỉnh Quảng Bình.
Theo Thông tấn xã Việt Nam, sau sự việc, Bộ Giao thông Vận tải đề nghị Chủ tịch tỉnh Quảng Bình xác định ai là người gây ra thảm kịch. Một số gia đình nạn nhân bức xúc vì việc xây dựng cây cầu lẽ ra phải hoàn thành hai năm trước khi vụ tai nạn xảy ra. Cây cầu được xây dựng cách nơi xảy ra tai nạn khoảng một km và có thể đã ngăn chặn được thảm kịch. Giám đốc Công an tỉnh Quảng Bình Phan Thanh Hà cho biết: "Cơ quan chức năng sẽ hỗ trợ gia đình mỗi nạn nhân 10 triệu đồng".
Sông Gianh là một con sông nằm ở tỉnh Quảng Bình thuộc vùng duyên hải Bắc Trung Bộ Việt Nam. Là con sông lớn nhất ở Quảng Bình nên người dân nơi đây gọi là sông mẹ. Nước sông Gianh có thể trong, phẳng lặng nhưng độ dốc trung bình 19,2%. Vì vậy, suốt mùa lũ từ tháng 9 đến tháng 11, dòng nước chảy xiết dữ dội. Theo tạp chí Di sản Việt Nam, "Người Quảng Bình nói chỉ những người chứng kiến những cơn lũ lên mới biết sức mạnh và sự hung dữ của nó". Con sông này có thể nguy hiểm khi có lũ, và vào năm 2009 có 40 người chết do lật thuyền.